# Ted Mosby
Theodore Evelyn "Ted" Mosby egy kitalált szereplő, az Így jártam anyátokkal című sorozat főszereplője, amelyet Carter Bays és Craig Thomas talált ki az amerikai CBS csatorna számára. Tedet Josh Radnor játssza, jövőbeli Ted hangját (a narrátor) Bob Saget adja, magyar hangja Fesztbaum Béla.
Ted 2030-ban meséli el gyerekeinek hogyan találkozott az anyjukkal. A sorozat ezt a hosszú folyamatot mutatja be egészen messziről kezdve, ugyanis Ted a gyerekeinek minden odavezető részletet szeretne elmesélni.
|  | Alább a cselekmény részletei következnek! |

## A karakter
Ted a sorozat főszereplője. 1978. április 25-én született az ohioi Shaker Heights-ban (akárcsak Carter Bays), és a Wesleyan Egyetemen diplomázott (akárcsak Bays és Thomas), mint építész. Miután legjobb barátja, Marshall Eriksen megkéri barátnője, Lily kezét, Ted elhatározza, hogy ő is megkeresi a lelki társát. A sorozat ennek mikéntjéről szól. Gyermekkorában egy piros lufi volt a legjobb barátja. 

### Jelleme, tulajdonságai
Ted karakterét Carter Bays saját magáról mintázta, ő és Craig Thomas között pedig hasonló barátság alakult ki, mint Marshall és Ted között. Ted karaktere sokat merít a Jóbarátok Ross Gelleréből, eredetileg még munkájuk is hasonló lett volna – Ross paleontológus, Ted pedig régész lett volna, végül azért lett mégis építész, mert ezt könnyebb volt beilleszteni a New York-i környezetbe.
Ted javíthatatlanul romantikus, és ezért sok őrültségre is képes: a legelső epizódban ellop egy kék kürtöt a Robinnal való első randiján, majd nem sokkal később közli a lánnyal, hogy beleszeretett. Próbálkozásai kitartóak: minden Halloween alkalmával "félcédulának" öltözik, csak azért, mert abban bízik, hogy egyszer újra találkozhat a "lotyós töknek" öltözött lánnyal (bár amikor végül mégis találkoznak, rájön, hogy nem működik köztük a kémia). Ted magát félig zsidónak tartja, emellett tősgyökeres New York-inak, noha ha a Cleveland Indians játszik a New York Yankees ellen, mindig az előbbinek szurkol. Ő és Marshall a főiskolai évek során lettek előbb szobatársak, majd barátok, egy rémálomba illő autós túra után.
Néhány epizódban büszkélkedik azzal, hogy nem szokott ivás után hányni ("rókamentes móka '93 óta"), bár később bebizonyosodik, hogy ez rég nem igaz. Tud franciául, ismeri a jelnyelvet, fejből tudja eredeti nyelven az Isteni színjátékot, valamivel kevésbé jól a spanyolt, és idegesítő szokása, hogy mindig kijavítja, ha az emberek valami téves dolgot állítanak. Van egy húga, Heather, akivel gyerekkorukban ők voltak a "Mosby fiúk", a detektívek. Kedvenc írója Pablo Neruda, és általában véve is szereti a magaskultúrát, melyet néha fellengzősen ad elő. A kultúra iránti rajongása és az értelmiségi hobbik gyakran untatják barátait.

## Kapcsolata a többi szereplővel

### Robin Scherbatsky
Ted a legelső epizódban találkozik Robinnal, akit randira hív. Sajnos az egész estét tönkreteszi azzal, hogy egy emelkedett pillanatban közli Robinnal, hogy beleszeretett. Eldöntik, hogy semmi nem lesz köztük, de barátok maradnak. Az első évad során a köztük lévő szikrázás végül fellángolássá érik, és a második évadban összejönnek. Egy év együttjárás után végül rájönnek, hogy alapvető dolgokban különböznek, és békében szakítanak. Barátok maradnak, sőt Robin a negyedik és hetedik évadban Tednél él egy darabig.
Annak ellenére, hogy többé nem járnak, Ted sosem tudja túltenni magát Robinon, noha ezt elég jól leplezi. Azt szeretné, hogy a lány boldog legyen, mégsem éli meg túl jól, hogy Barneyval összejönnek. Ezt Robin is tudja, és az esküvője napján emiatt esik pánikba és próbál menekülni – mígnem Ted közli, hogy erre semmi szükség, és végre úgy érzi, túl van az egészen. Azon az éjjelen találkozik gyerekei anyjával, Tracyvel is, akivel összeházasodnak. 2030-ban azonban Tracy már nem él, és a kilenc évadon keresztül tartó történetmesélés is inkább a Robin iránti érzéseiről szól, mintsem az anyjukról, világítanak rá a gyerekei. Ezért a legutolsó jelenetben felkeresi az egyedül élő Robint, mégpedig ugyanazzal a kék kürttel, amelyet az első randin lopott neki.

### Tracy McConnell
Ted 2013-ban, a társaság többi tagjai után legutolsóként találkozik vele, Robin és Barney esküvője után, a farhamptoni vasútállomáson. Ted Chicagóba akar költözni, hogy maga mögött hagyja összedőlőben lévő életét, ám Tracyt látva azonnal szerelembe esik és meggondolja magát. Másnap este randira mennek, amely nagyszerűen sikerül és összejönnek. Két év együttlét után hatalmas esküvőt terveznek, amit el kell halasztaniuk Pennyvel való terhessége miatt. Két évvel később megszületik fiuk, Luke. 2020-ban házasodnak végül össze, de négy évi együttélés után Tracy meghal egy halálos betegségben – az alternatív befejezésben a történet végén is együtt vannak.

### Marshall Eriksen
Marshall Ted legjobb barátja már a főiskola óta, 2030-ban már 34 éve. Kettejük közt a legfőbb összekötő kapocs, hogy mindketten ugyanazokért a néha furcsa dolgokért rajonganak. Mindketten hatalmas Star Wars-őrültek. Marshall hisz benne, hogy Ted és Robin egymáshoz illenek, és folyton arra bátorítja Tedet, hogy jöjjenek össze. Később kiderül, hogy ez azért is van, mert Lilyvel fogadtak, hogy végül összejönnek.

### Barney Stinson
Ted és Barney 2001-ben találkoztak a MacLaren's bár vécéjében. Barneyt lenyűgözte Ted, és elhatározta, hogy megtanítja, hogy kell élni. Attól fogva rengeteg időt töltöttek együtt csajozással, mint egymás "szárnysegédei". Barney úgy véli, hogy ő Ted legjobb barátja, annak ellenére, hogy Ted többször is közli vele, hogy Marshall a legjobb barátja. Amikor Barney lefekszik Robinnal, egy időre megszakít vele minden kapcsolatot, de kibékülnek, amikor Barney a testi épségét kockáztatja, hogy bejusson hozzá a kórházba. Annyira kibékülnek, hogy végül Ted ad leckéket Barneynak Robinról, az esküvőjükön ő lesz a násznagy, sőt még Robint is meggyőzi, hogy ne hagyja Barneyt az oltár előtt. 

### Lily Aldrin
Lily és Ted a kollégiumi évek óta barátok, és a sorozat kezdetén több évig együtt is éltek hárman Marshallal Ted lakásában. Lily nagyon kedveli Tedet és védelmezőleg lép fel, ha úgy érzi, bajban lenne – még arra is hajlamos, hogy ennek érdekében elmarja mellőle azokat a nőket, akik rossz hatással lehetnek rá, bár ez sosem derült ki Ted számára.

### Victoria
Ted első igazi barátnője a sorozatban. Az első évadban találkoztak egy esküvőn, és nagyon jól megvoltak, mígnem Victoriának egy kétéves ösztöndíj miatt Németországba kellett utaznia. Úgy döntöttek, kipróbálják a távkapcsolatot, csakhogy ez nem sült el túl jól, és amikor Ted megcsalja őt Robinnal, szakítanak. A hetedik évad során találkoznak újra, ekkor kiderül, hogy Victoria épp férjhez készül menni, de Tedért faképnél hagyja a vőlegényét. Új kapcsolatuk sem tart sokáig, mert Ted képtelen azt megtenni, hogy megszakítson minden kapcsolatot Robinnal.

### Stella Zinman
Ted exmenyasszonya, egy bőrgyógyász orvos, akivel egy kínos tetoválás eltávolítása kapcsán találkozott. Míg a kezelések tartottak, az orvos-beteg viszony miatt nem hívhatta el randira, utána azonban egy kétperces randin elnyerte a szívét. Miután Tedet majdnem halálra gázolják, átértékeli az életét, és megkéri Stella kezét. Mégsem kerül sor az esküvőre, mert egy balul sikerült döntés miatt meghívják Stella exférjét, Tonyt is az esküvőre, aki iránt újra fellángolnak az érzelmei, és elhagyja Tedet.

### Zoey Pierson
Ted és Zoey a hatodik évadban találkoznak egymással. Zoey a Kapitány felesége, és ellenkampányt folytat az ellen, hogy lerombolják a város egyik legrégebbi épületét, az Arcadian Szállót. Ted a lerombolás mellett van, hiszen a helyén épülne fel a Góliát Nemzeti Bank új székháza, amit ő tervezett. Végül egymásba szeretnek, Zoey elhagyja a férjét, és Ted is megenyhülni látszik. Amikor viszont végiggondolja az életét és az álmait, mégis kiáll amellett, hogy a szállót le kell rombolni, és ezért szakítanak.

### Luke és Penny Mosby
Ted és Tracy közös gyerekei. Penny 2015-ben, Luke 2017-ben született, és ők hallgatják végig apjuk meséjét arról, hogyan is járt az anyjukkal.

## Karakterfejlődés
Az első évadban, miután elhatározza, hogy megkeresi az igazit, több sikertelen kísérlet után találkozik egy esküvőn Victoriával. Összejönnek, de kapcsolatuk nem tart sokáig. Szakítanak, részben azért, mert a lánynak Németországban kell töltenie huzamosabb időt egy ösztöndíj miatt, részben pedig azért, mert a Robin iránt érzett érzelmei miatt képtelen tartani a távkapcsolatot. Lefekszenek egymással, miután azt hazudja, hogy Victoria kidobta őt – mikor kiderül az igazság, megromlik köztük a viszony. Ted egy utolsó próbálkozást vet be a "Ne már" című epizódban, ahol felkér egy rezesbandát, sőt még esőtáncot is jár a cél érdekében. Robin végül méltányolja az erőfeszítéseit, és az egész második évad során együtt vannak, ám az évad végén szakítanak, mert rájönnek, hogy különböző dolgokat gondolnak az életről, amit képtelenek összeegyeztetni.
Ezután Ted kicsit elengedi magát, és a 2008-as Szent Patrik-napi bulin, ahol következmények nélküli estét tart, majdnem összefut az Anyával – de mindkettejük szerencséjére mégsem. Megtalálja azonban a lány tulajdonát képező sárga esernyőt, amit attól fogva magánál hord. Építészként is egyre sikeresebb, és mivel megengedheti magának, vesz egy új autót. Végül aztán eladja, hogy ezzel is segítsen a bajban lévő Marshallnak és Lilynek. A harmadik évad során az egyik vad buli úgy végződik, hogy kap egy tetoválást (ez az úgynevezett "kurvarrat"), amit mihamarabb szeretne eltávolíttatni. Megtetszik neki a kezelést végző bőrgyógyász, Dr. Stella Zinman, akit, amint letelik az orvos-páciens viszony ideje, azonnal randira hív. Kitartó próbálkozásainak hála összejönnek, és Ted a harmadik évad végén meg is kéri a kezét. Esküvőjükből azonban nem lesz semmi, mert Stella faképnél hagyja Tedet az oltárnál exférje, Tony kedvéért. Innentől kezdve élete átmeneti lejtmenetbe kerül: nem sikerülnek a randijai, és a munkában sem túl szerencsés. Még a Góliát Nemzeti Banktól is kirúgják egy alulértékelt tervrajza miatt. Megalapítja Mosbius Designs néven a saját tervezőirodáját, mely kész kudarc. Az évad azzal ér véget, hogy Tony, kárpótlásul azért, amit tett vele, elintézi, hogy az egyetemen oktathasson építészetet. Ted nem tudja, de ennek az is az ára, hogy az ő karakterét nagymértékben kiforgató és kiparodizáló filmforgatókönyv készül hármójuk szerelmi életéről.
Magánéletében a mélypont a hetedik évadban következik be, amikor bevallja Robinnak, hogy a sok keserű csalódás miatt nem hiszi, hogy valaha is megtalálná azt, akit neki rendeltek. Még azt is bevallja neki, hogy még mindig érez valamit iránta, amit Robin nem tolerál túl jól. Ted vesz egy romos házat, aminek a felújítási munkálatai egyre csak halasztódnak, viszont úgy érzi, abban a házban sem maradhat, amihez annyi emlék köti, így azt odaajándékozza Marshallnak és Lilynek. Néhány hónap után megenyhül Robin, és meggyőzi, hogy Victoria volt az egyetlen valamirevaló nő az életében. Fel is hívja, és ekkor derül ki, hogy férjhez készül menni. Érzéseik fellángolnak egymás iránt, és Victoria faképnél hagyja a vőlegényét, Klaust. Néhány hét együttjárás után Victoria a közös jövő feltételéül szabja, hogy többé ne találkozzon Robinnal. Ezt Ted nem tudja megígérni, ezért szakítanak.
Felesége előtt az utolsó nő, akivel járt, Jeanette Peterson volt. A nő teljesen őrült dolgokat művelt, csak azért, hogy úgy manipulálja Tedet, hogy összejöjjenek, amit ő egyáltalán nem így lát, hanem romantikusnak, barátai figyelmeztetése ellenére. Amikor megtalálja Barney Taktikai Könyvének egy példányát, Jeanette őrjöngve dúlja fel az egész házat, és végül szakítanak. Ted ekkor döntötte el, hogy végérvényesen elege van a szinglilétből, és ideje megállapodnia.
Amikor megtudja, hogy Robin és Barney összeházasodnak, boldogságot színlel, valójában azonban belülről szétfeszítik az érzelmek. Mivel nem tud ezek ellen tenni, úgy dönt, hogy elköltözik Chicagóba, elfogadván egy ottani állásajánlatot. Az utolsó évad cselekménye során aztán, amikor Robin is megretten az esküvőtől, már úgy áll hozzá Ted a dolgokhoz, hogy mindezeken túl van. Mégsem költözik el Chicagóba, mert az esküvő után közvetlenül találkozik Tracyvel, akibe pillanatok alatt beleszeret. Még közel hét évig nem házasodnak össze a körülmények alakulása miatt, de ez idő alatt két gyerekük születik, mígnem Tracy 2024-ben meghal.
A sorozat tanulsága a gyerekei szerint mindazonáltal az, hogy még ha 25 év is telt el azóta, Ted még mindig érez valamit Robin iránt, akit szerintük randira kellene hívnia, lévén ő már elvált. Ted így is tesz, és a záró képsorokban a kék kürttel a kezében láthatjuk, Robin lakása előtt.

## Jövőbeli Ted
Az egész sztori 2030-ban játszódik, amikor a jövőbeli Ted (az eredeti változatban Bob Saget hangján) meséli a gyerekeknek anyjukkal való egymásra találásuk történetét. Az Anya csak a nyolcadik évad legutolsó évadában fedi fel kilétét, de pár dolgot a mesélés során megtudhatunk róla. A harmadik évad első részében ("Most figyelj") kiderül, hogy a gyerekek már ismerik a rövid sztorit, amelyből kiderül, hogy az egymásra találásukhoz köze van egy bizonyos sárga esernyőnek. Néhány elejtett megjegyzés alapján kiderül, hogy az Anya is egyetemre járt, közgazdasági diplomát szerzett, és ott volt Ted első egyetemi tanárként tartott óráján is, amelyre Ted tévedésből ment be. Mi több, a 2008-as Szent Patrik-napi bulin ő is ugyanott bulizott, mint Ted és Barney. Az első évad "A pulykával tömött pocak" című részében Ted azzal viccelődik egy Tracy nevű sztriptíztáncost emlegetve, hogy ő a gyerekei anyja – amin azért döbbentek meg a gyerekek, mert az anyjukat valóban így hívják. Ted azt is elárulta, hogy egy esküvőn találkoztak először, amely nem más volt, mint Barney és Robin esküvőjének napja. A nyolcadik epizód legvégén Ted a farhamptoni vasútállomáson olvasott egy könyvet, miközben megjelent Tracy, kezében a sárga esernyővel, de ekkor még elkerülték egymást. Tracy azért volt jelen az esküvőn, mert ő volt a zenekar basszusgitárosa. Voltaképpen Teddel nem is az esküvőn, hanem már csak utána találkoztak ténylegesen először.
Ted a narráció során végig múlt időben beszél a feleségéről, amely a rajongók számára gyanúra adott okot, hogy talán Tracy meg is halt. Az "Időutazók" című epizódban egy monológ erejéig könnyek közt tér ki arra a jövőbeli Ted, hogy ha most találkozna Tracyvel, biztos bolondnak nézné, de ő mindent megadna csak azért, hogy még ezt a 45 napot is vele tölthesse, ami szintén megerősítette ezt a teóriát. A kilencedik évad egyik időbeli előreugrásában a 2024-ben beszélgető Tedet és Tracyt láthatjuk, Tracy egyik kérdésére, miszerint milyen anya az olyan, aki nincs ott a lánya esküvőjén, Ted elsírja magát, ami szintén előrevetítette, hogy már tudták, halálos betegségben szenved, és nem lesz ott Penny esküvőjén. A legutolsó epizódból aztán kiderül, hogy csakugyan ez történt, igaz, rajongói nyomásra egy alternatív befejezés is készült, melyben még mindig együtt vannak.

Ted mindennek ellenére mélyen a szívébe zárta Robint, és még 2030-ban is érez iránta valamit. Mivel ő már özvegy, Robin pedig elvált, gyerekei arra bátorítják, hogy adjanak egymásnak egy esélyt. A sorozat dilemmája, hogy a kék kürt (Robin), avagy a sárga esernyő (Tracy) személyesíti-e meg jobban azt, amit Ted igazán érez.
|  | Itt a vége a cselekmény részletezésének! |